# Jarosław Bosy
Jarosław Bosy (ur. 31 lipca 1963 w Jurkowie) – polski inżynier, profesor nauk technicznych, profesor Uniwersytetu Przyrodniczego we Wrocławiu i jego rektor w kadencji 2020–2024.

## Życiorys
W 1988 ukończył studia na Akademii Rolniczej we Wrocławiu. Doktoryzował się w 1996 na Akademii Górniczo-Hutniczej im. Stanisława Staszica w Krakowie na podstawie dysertacji pt. Zintegrowany system przetwarzania danych tachimetrycznych, niwelacyjnych i GPS, której promotorem był dr hab. Edward Osada. Stopień naukowy doktora habilitowanego uzyskał w 2006 na AGH w oparciu o pracę: Precyzyjne opracowanie obserwacji satelitarnych GPS w lokalnych sieciach położonych w terenach górskich. Tytuł profesora nauk technicznych otrzymał 27 marca 2014 roku.
Zawodowo związany z Akademią Rolniczą we Wrocławiu, przekształconą w Uniwersytet Przyrodniczy, na którym doszedł do stanowiska profesora zwyczajnego, a po zmianach prawnych – profesora. W latach 2009–2012 był zastępcą dyrektora Instytutu Geodezji i Geoinformatyki, zaś w latach 2012–2016 pełnił funkcję prodziekana Wydziału Inżynierii Kształtowania Środowiska i Geodezji. W kadencji 2016–2020 zajmował stanowisko prorektora UPWr do spraw nauki i współpracy z zagranicą. W czerwcu 2020 został wybrany na rektora Uniwersytetu Przyrodniczego we Wrocławiu na kadencję 2020–2024, pokonując w drugiej turze głosowania profesora Krzysztofa Kubiaka (otrzymał 50,5% głosów).
Specjalizuje się w geodezji satelitarnej i geodezyjnych systemach informatycznych. Opublikował ok. 90 oryginalnych prac twórczych, z tego 27 artykułów w czasopismach indeksowanych w Web of Science, h-index=15.
W 1996 zaangażował się w prace naukowe związane z badaniami geodynamicznymi w Polsce, Czechach, Grecji i we Włoszech. Współtworzył odbywające się od 1998 cykliczne czesko-polskie warsztaty naukowe. Członek Międzynarodowej Asocjacji Geodezji, Amerykańskiej Unii Geofizycznej i Komitetu Geodezji PAN.

## Odznaczenia i wyróżnienia
- Odznaka honorowa „Za Zasługi dla Geodezji i Kartografii” (2010)[2]
- Złoty Medal „Zasłużony dla Nauki Polskiej Sapientia et Veritas” (2023)[6]